# Ligularia biceps
Ligularia biceps là một loài thực vật có hoa trong họ Cúc. Loài này được Kitag. mô tả khoa học đầu tiên.